# Manfred Purzer
Manfred Purzer (* 13. April 1931 in München) ist ein deutscher Journalist, Filmregisseur und Drehbuchautor, der häufig auch die Pseudonyme Ernst Flügel oder Hans Hasenow benutzte.

## Leben und Karriere
Nach dem Studium der Literatur, Psychologie und Philosophie begann Purzer einige Jahre nach Kriegsende in München bei der Neuen Zeitung seine journalistische Tätigkeit. 1951 trat er ein Stipendiat der Abendzeitung im Werner-Friedmann-Institut an.
1952 wurde er Redakteur bei der Deutsche Wochenschau GmbH, die in Hamburg die Neue Deutsche Wochenschau produzierte, und drehte für die Welt im Bild seine ersten Kurz-Dokumentarfilme. Einige Zeit wirkte er als Herstellungsleiter für den Bereich Dokumentarfilme bei der UFA. 1958 avancierte er zum Chefredakteur und Geschäftsführer der Neuen Deutschen Wochenschau.
1965 kehrte Purzer nach München zurück, um die Stelle des Produktionsleiters und Geschäftsführers der dortigen Nora-Film anzutreten. Seit 1966 fungierte Purzer als freischaffender Autor, der seit 1968, zunächst unter dem Pseudonym „Ernst Flügel“, Filmdrehbücher verfasste. Er lieferte sämtliche Drehbücher zu den von Luggi Waldleitner produzierten, erfolgreichen Simmel-Adaptionen, und auch die Storys zu einigen für die Zeit um 1970 typischen Sexfilmen gingen auf sein Konto.
Ab Mitte der siebziger Jahre führte Purzer bei Romanverfilmungen mehrmals selbst Regie. Er inszenierte Das Netz nach einem Roman von Hans Habe, Die Elixiere des Teufels nach E. T. A. Hoffmann und Der Mann im Schilf nach George Saiko.
1974 gehörte Purzer zur Jury der Internationalen Filmfestspiele Berlin. Von 1974 bis 1977 war er Vorsitzender der Projektkommission der Filmförderungsanstalt. Er war Geschäftsführer der Münchner Gesellschaft für Kabelkommunikation, begründete 1987 die Medientage München und richtete sie bis 1998 aus.

## Ehrungen
- 1983: Verdienstkreuz am Bande der Bundesrepublik Deutschland

## Filmografie als Drehbuchautor (Auswahl)
- 1955: Tanz, ein Film um die Muse Terpsichore
- 1956: Äthiopien, Kaiserreich zwischen Gestern und Morgen (auch Co-Regie)
- 1963: Deutschland grüßt Kennedy (nur Regie)
- 1968: Komm nur, mein liebstes Vögelein
- 1969: Sieben Tage Frist
- 1969: Herzblatt oder Wie sag ich’s meiner Tochter?
- 1970: Das gelbe Haus am Pinnasberg
- 1970: Perrak
- 1970: Die Weibchen
- 1971: Und Jimmy ging zum Regenbogen
- 1971: Der neue heiße Report: Was Männer nicht für möglich halten
- 1971: Liebe ist nur ein Wort
- 1971: Schüler-Report
- 1972: Der Stoff aus dem die Träume sind
- 1972: Und der Regen verwischt jede Spur
- 1973: Alle Menschen werden Brüder
- 1973: Gott schützt die Liebenden
- 1974: Drei Männer im Schnee
- 1974: Einer von uns beiden
- 1974: Die Antwort kennt nur der Wind
- 1975: Bis zur bitteren Neige
- 1975: Das Netz (auch Regie)
- 1976: Die Elixiere des Teufels (auch Regie)
- 1978: Der Mann im Schilf (auch Regie)
- 1981: Lili Marleen
- 1982: Im Dschungel ist der Teufel los
- 1983: Randale (auch Regie)
- 1983: Wie hätten Sie’s denn gern?
- 1989: Der Bastard
- 1993: König der letzten Tage (Zweiteiler)
- 1993: Die Elefantenbraut
- 1998: Tödliche Diamanten